# Pérez Prado
Dámaso Pérez Prado (ur. 11 grudnia 1916 w Matanzas, zm. 14 września 1989 w mieście Meksyk) – kubański pianista, kompozytor, aranżer i lider orkiestry.
Karierę rozpoczął w latach 40. XX wieku grając jako pianista w orkiestrze „Casino de la Playa” w Hawanie. Potem wyjechał do miasta Meksyk, gdzie odniósł swój pierwszy sukces. W końcu znalazł się w Stanach Zjednoczonych, w których popularyzował kubańską muzykę mambo, zyskując przydomek The King of Mambo. W latach 50. XX wieku osiadł na stałe w Meksyku.
Najpopularniejsze nagrania: „Patricia”, „Cherry Pink and Apple Blossom White”, „Mambo de Paris”, „Cuban Mambo”, „Que Rico el Mambo”, „Guajiro”, „Broadway Mambo”, „Guaglione”.
Wybrane kompozycje: „Patricia”, „Mambo No. 5", „Mambo Jambo”, „La Ragazza”, „Mambo a la Kenton”.